# جيمس يونغ (سياسي كندي، مواليد 1777)
جيمس يونغ هو سياسي كندي، ولد في 1777 في نوفا سكوشا في كندا، وتوفي في 1 يوليو 1831. انتخب عضو برلمان كندا العليا (27 يوليو 1812 – 1 أبريل 1816).